# Информоны
Информоны, или регулины, эргоны — общее название для специализированных веществ, переносящих информацию между клетками организма. Вместе с утилизонами — веществами, обеспечивающими неспециализированные формы межклеточного контроля, и обычно представляющими собой продукты обмена веществ, составляют обширную группу межклеточных сигнализаторов.
Информоны секретируются специализированными клетками и не являются пластическим и энергетическим материалом, обладают высокой, специфической биологической активностью.

## Классификация информонов
Классификация В. Б. Розена включает в себя четыре группы веществ:
- Гистогормоны, в том числе регуляторные пептиды
- Нейромедиаторы и нейромодуляторы
- Гормоны
- Антитела

Сейчас выделяют три основные группы информонов:
- Нейромедиаторы
- Нейромодуляторы
  - Регуляторные пептиды
  - Нейромодуляторы липидной природы
  - Нейротрофины
  - Цитокины
  - Аутоантитела
- Гормоны

## Использованная литература
1. ↑  Розен В. Б. Основы эндокринологии: Учебник. М.: Изд-во МГУ, 1994
2. ↑  Ашмарин И. П., Ещенко Н. Д., Каразеева Е. П. Нейрохимия в таблицах и схемах. М.: «Экзамен», 2007